# Reserva nacional de Arawale
Arawale es una reserva natural nacional situada en la provincia nororiental de Kenia en 77 km al sur de la ciudad de Garissa. Es un área de conservación administrada por el condado de Garissa y el Servicio de Vida Silvestre de Kenia.

## Características de la reserva
La reserva cubre un área de 53 324 hectáreas (533 km²). Al oeste limita con el río Tana y al este con la carretera Garissa-Lamu. En 1974, la reserva fue catalogada como el único sitio de conservación del hirola.

## Fauna
La reserva es un refugio fundamental para una variedad de especies de vida silvestre, incluidas cuatro especies amenazadas a nivel mundial: el hirola, la cebra de Grevy, el perro salvaje africano del Este y el guerpardo Tanzano. Un estudio encargado por Terra Nuova en 2006 también mostró signos de presencia del elefante africano de sabana.
Desde 2005, el área protegida se considera un área de conservación de leones junto con el parque nacional Lag Badana.